# Langenstraße 33 (Stralsund)
Das Haus Langenstraße 33 in Stralsund ist ein denkmalgeschütztes Bauwerk in der Langenstraße, Ecke Badstüberstraße.

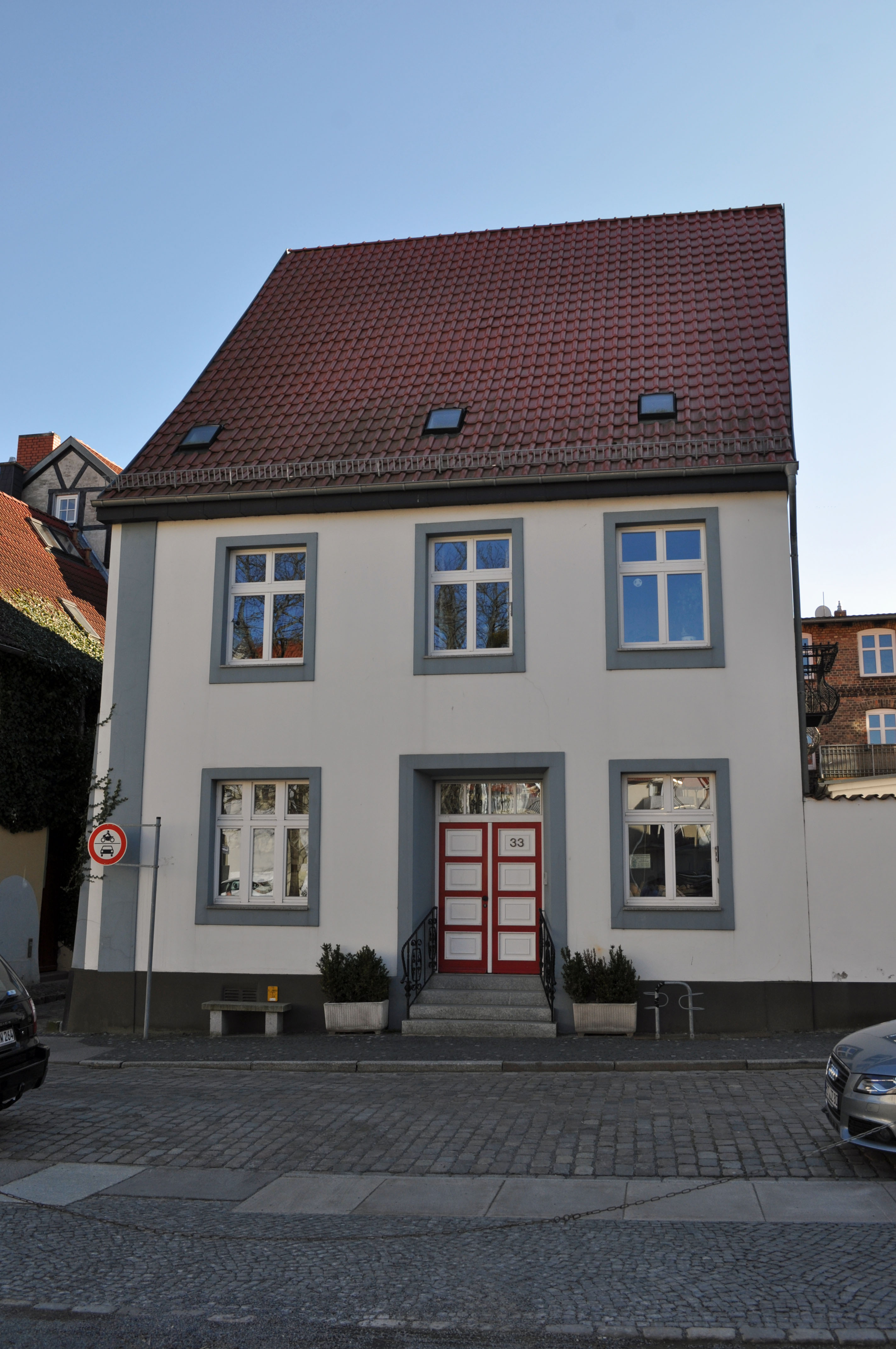
Haus Langenstraße 33 in Stralsund (2012)

Im Jahr 1728 wurde das zweigeschossige Traufenhaus an der Ecke zur Badstüberstraße gebaut. Es besitzt Seitengiebel aus Fachwerk, die später verkleidet wurden. Im 19. Jahrhundert wurde die Front zur Langenstraße verändert; die Haustür stammt aus dem zweiten Viertel des 19. Jahrhunderts.
Das Haus im Kerngebiet des von der UNESCO als Weltkulturerbe anerkannten Stadtgebietes des Kulturgutes „Historische Altstädte Stralsund und Wismar“ ist in die Liste der Baudenkmale in Stralsund eingetragen.